# Moses Mendelssohn
Moses Mendelssohn (født 6. september 1729, død 4. januar 1786) var en tysk filosof og bibelforsker af jødisk herkomst. Selv om det fra den jødiske menigheds side var forbudt for jøder at læse tyske bøger, tilegnede han sig sproget og gav en populariseret fremstilling af blandt andet Christian Wolffs filosofi. Han var ven med blandt andre Kant og Gotthold Ephraim Lessing.
I sin populære fremstilling af den naturlige religion (deisme) gav han beviser blandt andet for Guds eksistens og sjælens udødelighed. Han argumenterede for, at der var rationelle grunde til at tro på guds eksistens. Han fremsætter i værket Phaidon (1767) sin teori om sjælens udødelighed. Men han forsvarede ikke denne tese ud fra religiøse dogmer, men ud fra rationelle argumentationer. Han mente, at jødedommen ikke havde nogen dogmer, udover det, der kan bevises ved fornuftens hjælp.